# Signore della luce
Signore della luce (Lord of Light) è un romanzo di fantascienza di Roger Zelazny pubblicato nel 1967. È considerato uno dei componimenti migliori e più conosciuti di Zelazny, e un classico della fantascienza. Ha vinto il premio Hugo per il miglior romanzo nel 1968 ed è stato candidato al premio Nebula per il miglior romanzo nel 1967.
L'opera riprende alcune delle caratteristiche tipiche della produzione di Zelazny, come l'interesse per delle figure immortali, beffarde e anticonvenzionali, incarnato dal protagonista Sam, l'appropriazione di elementi religiosi-filosofici propri del mito e del folclore, in questo caso la mitologia induista, in uno scenario futuristico, o uno stile epico-poetico, insolito per il genere.
Un progetto di adattamento cinematografico del romanzo, poi non concretizzatosi, divenne celebre per essere stato utilizzato dalla CIA come copertura per l'operazione di esfiltrazione di alcuni diplomatici statunitensi da Teheran durante la crisi degli ostaggi in Iran nel 1981.

## Trama
Il romanzo è ambientato su un pianeta remoto e sconosciuto, colonizzato da alcuni resti dell'umanità provenienti dalla Terra, o Urath. L'equipaggio dell'astronave Star of India ha sfruttato la tecnologia terrestre altamente sviluppata per soggiogare o distruggere le razze indigene ostili e ritagliarsi un posto per sé stessi e per i loro discendenti sul pianeta. Per aumentare il loro potere, i primi coloni hanno mutato le loro menti tramite trattamenti bio-chimici ed elettronici, creando così delle immagini di sé migliorate, chiamate aspetti, e dotandosi di poteri quasi divini, gli attributi. L'equipaggio ha anche sviluppato una tecnologia per trasferire elettronicamente l'atman, o anima, di una persona in un nuovo corpo. Questa reincarnazione per trasferimento mentale ha creato una razza di immortali e ha permesso agli ex membri dell'equipaggio di istituire attraverso i secoli un sistema di caste indù, con se stessi al vertice. Assumendo i poteri e i nomi delle divinità induiste, questi "dei" mantengono il rispetto e il controllo delle masse, ovvero le generazioni di loro discendenti, esercitando una stretta sull'accesso alla reincarnazione e sopprimendo qualsiasi progresso tecnologico oltre un livello basilare, in quanto temono che questo possa alla lunga indebolire la loro egemonia sull'umanità.
Il protagonista, Sam, conosciuto anche come Mahasamatman, Kalkin o signore della luce, è un membro dell'equipaggio che ha sviluppato la capacità di manipolare le forze elettromagnetiche. Disilluso dai metodi e dai fini dei suoi compagni, Sam ha rifiutato lo status di divinità e sostiene invece l'accelerazionismo, cioè che la tecnologia monopolizzata dagli dei dovrebbe essere resa disponibile alle masse e che la reincarnazione non dovrebbe essere controllata dall'élite. Dopo un tentativo di rivolta contro gli dei, Sam viene punito con l'esilio nel nirvana e proiettato sotto forma di onda stazionaria nella nube magnetica che circonda il pianeta. Cinquant'anni dopo Yama riesce a richiamare l'anima di Sam e restituirla a un corpo tramite un apparecchio di ricetrasmissione radio. Sam ritrova i suoi compagni cospiratori e, dopo essersi riabituato ai sensi terreni, inizia a rimembrare gli eventi che lo hanno portato alla sua situazione attuale.
Dopo anni di assenza dalla capitale degli dei, Sam apprende che i suoi compagni si sono fatti sempre più distaccati, edonisti e oppressivi. Convinto di non avere possibilità di ottenere un nuovo corpo in sostituzione del suo ormai anziano per via delle sue idee rivoluzionarie, Sam fa irruzione nella struttura per la reincarnazione, controllata dalla casta sacerdotale e dagli dei, appropriandosi con la forza di nuovi corpi per sé e per i suoi sostenitori e sfidando così apertamente i dominatori. In seguito Sam assume il ruolo di Siddhartha/Buddha e introduce il buddhismo come forma di religione alternativa per minare la dottrina dell'obbedienza agli dei. Sebbene le sue prediche abbiano fine esclusivamente utilitaristico per avanzare i suoi piani, Sam inizia a guadagnare molti proseliti. Per fermare Sam gli dei inviano Yama, il dio della morte, geniale inventore e il più formidabile delle divinità in combattimento, capace di uccidere con il solo sguardo. Yama raggiunge Sam ma questi riesce a sfuggirgli con l'astuzia, provocando una faida personale tra i due.
La ricerca di alleati conduce Sam alla cava dove secoli prima aveva imprigionato i rakshasa, una delle razze autoctone del pianeta; esseri di pura energia, incontrollabili e chiamati demoni dai primi coloni. Sam riesce a negoziare con Taraka, il loro capo, per allearsi con lui contro gli dei e inizia a liberare i rakshasa, ma Taraka si appropria del suo corpo e, promettendo di riprendere più in là il loro accordo, si impossessa di un regno vicino abbandonandosi per un periodo a vizi e amenità. Quando dalla capitale divina giungono Yama, Kali, Shiva e Agni per indagare, Sam e Taraka si affrettano a liberare gli ultimi rakshasa e, constatato che la loro forza non è sufficiente a sconfiggere i quattro avversari, cercano di fuggire. Messi alle strette, Taraka abbandona il suo corpo e Sam viene infine catturato.
Sam viene condotto alla città celeste ma gli dei sono in disaccordo se punirlo o riabilitarlo tra le loro file. Intanto Trimurti, la triade di divinità formata da Brahma, Shiva e Vishnu a capo degli dei, gli permette comunque di muoversi liberamente per la città al fine di stanare eventuali simpatizzanti alla sua causa. Sam tenta la fuga ma viene ricatturato, e per questa sua ribellione viene condannato a fungere da sacrificio umano durante il matrimonio di Yama e Kali, venendo sbranato dalle tigri di Kaniburrha. All'insaputa di tutti, però, il suo spirito rinsaldato da Taraka riesce a sopravvivere e si reincarna nel corpo destinato al dio Murugan. Approfittando della situazione Sam assassina Brahma e Shiva, che vengono sostituiti nel loro ruolo rispettivamente da Kali e Agni. Kubera infine lo scopre e lo convince a fuggire insieme, sfuggendo a Yama grazie all'aiuto della dea Ratri. Ripiegato nella città di Keenset, si preparano per l'ultima resistenza contro i dominatori. Qui sono raggiunti da vari e inaspettati alleati, tra cui i rakshasa, l'esercito di zombie di Nirriti, un altro dei primi coloni che ha ripudiato l'organizzazione celeste per via della sua fede fondamentalista cristiana, e Yama, che sentendosi tradito da Kali e dagli altri dei si unisce a loro. Sam e alleati fronteggiano i loro avversari in una battaglia titanica, uccidendo migliaia di uomini, semidei e anche alcuni dei. Ne escono infine sconfitti, ma infliggendo al contempo un duro colpo alla gerarchia e al potere celeste. Gli dei trionfatori puniscono allora i disertori, cacciandoli dalla capitale o facendoli reincarnare in animali o corpi di seconda classe. Altri, come Yama e Kubera, fanno perdere le proprie tracce. L'anima di Sam viene invece esiliata al di fuori del pianeta.
Tornato al presente Sam riprende la sua lotta contro gli dei insieme ai suoi compagni rimasti. In un primo momento Sam e Yama pensano di allearsi nuovamente con Nirriti, che alla guida di un'alleanza di zombi e demoni e in possesso di vari dispositivi tecnologici sta devastando le città nel suo tentativo di sradicare la religione indù, ma infine i rivoltosi si accordano con Brahma per combattere il nemico comune in cambio dell'accettazione delle loro richieste in materia di accelerazionismo, libertà religiosa e liberalizzazione della reincarnazione. Questa alleanza sconfigge Nirriti in una battaglia finale. Gli dei dissidenti vengono riabilitati e in tutto il mondo si assiste a un rapido sviluppo tecnologico, civile e culturale. Sam e Yama col tempo fanno perdere le proprie tracce, e intorno alle loro vite e vicissitudini finali fioriscono miti e leggende.

## Storia editoriale
Zelazny sostenne che l'idea per scrivere Signore della luce gli venne quando un giorno si tagliò accidentalmente con il rasoio prima di andare a un convegno e ciò gli provocò il desiderio di poter cambiare il proprio corpo. Questo pensiero lo spinse a ragionare sulla possibilità di trasmigrazione, di resurrezione dei corpi e su un contesto in cui questo sarebbe stato comune, come quello della mitologia indù, un campo che inoltre, a sua memoria, non era stato ancora esplorato da nessun autore di fantascienza. Intrigato dalla possibilità di scrivere qualcosa di inedito e con ramificazioni politiche-sociali interessanti, come il rapporto tra l'induismo, il sistema delle caste, la reincarnazione e il buddhismo, l'idea prese poi forma.
Una volta scelti il tema e l'ambientazione, Zelazny lesse alcuni testi di approfondimento, tra cui Siddharta di Hermann Hesse, per verificare il suo approccio alla vita del Buddha, e il poema epico indiano Mahābhārata, che costituì il riferimento per le scene di battaglia nel romanzo. Nello scrivere fu influenzato dal suo interesse per i miti, il folclore e le leggende e dalle teorie di Joseph Campbell, che si individuano nella sua predilezione per dei personaggi principali immortali, romantici, astuti e beffardi, a metà strada tra le figure del trickster e di Prometeo al servizio dell'umanità, come in questo caso il protagonista Sam. Nel romanzo si ritrovano anche tracce del tema della vendetta e del genere giallo.
L'autore scrisse l'opera approcciando ogni capitolo come un racconto indipendente. Due parti furono infatti pubblicate separatamente come novelle sulla rivista The Magazine of Fantasy and Science Fiction nel corso del 1967: quello che poi diventerà il secondo capitolo del libro con il titolo Dawn ad aprile e il terzo con il titolo Death and the Executioner a giugno. Proprio queste due storie convinsero Zelazny a comporre un intero romanzo, che arrivò poi a comprendere sette capitoli. La prima edizione integrale del romanzo venne pubblicata il 22 settembre 1967 dalla casa editrice Doubleday con illustrazione di copertina a cura di Howard Bernstein.

### Edizioni
- (EN) Roger Zelazny, Lord of Light, Doubleday, 1967.
- Roger Zelazny, Signore della luce, collana Fantacollana n° 8, traduzione di Riccardo Valla, Editrice Nord, 1975.
- Roger Zelazny, Signore della luce, collana Urania Collezione n° 45, traduzione di Riccardo Valla, Arnoldo Mondadori Editore, 2006.

## Genere e temi
Il romanzo, come è solito dello stile di Zelazny, accosta alla fantascienza la mitologia, in questo caso quella induista. L'autore ammise di aver composto Signore della luce intenzionalmente in modo che potesse essere interpretato come un romanzo di genere fantascientifico oppure fantasy:
(Roger Zelazny)
Adam Roberts notò che il romanzo riesce a bilanciare i due generi in quanto si può leggere come una variante di una delle tre leggi di Clarke: "qualunque tecnologia sufficientemente avanzata è indistinguibile dalla magia". In questo caso l'elevata tecnologia terrestre dei primi coloni terrestri li fa apparire quasi come divinità agli occhi delle masse, con tutto ciò che ne consegue in termini di scelta di prosa, terminologia e stile. Il critico sottolineò inoltre come la scelta di Zelazny di includere la mitologia indiana nell'opera fosse una conseguenza del periodo storico in cui il romanzo era stato composto, ovvero la fine degli anni sessanta, in cui l'interesse dell'Occidente per l'Oriente, in particolare l'India, con il movimento hippy e New Age, aveva raggiunto il suo apice. Basti pensare che due anni prima Frank Herbert aveva pubblicato l'influente e celebre Dune, che a sua volta seguiva questa corrente di orientalismo fantascientifico ma in chiave araba.

## Accoglienza
Al momento della pubblicazione di Signore della luce Zelazny aveva già raggiunto una certa attenzione critica e di pubblico con Io, l'immortale e Signore dei sogni. Le prime recensioni del nuovo romanzo furono tuttavia contrastanti: se da una parte si lodava infatti l'ambizione, l'originalità e la capacità evocativa e immaginativa dell'opera, dall'altra in molti giudicarono il libro come complicato, di difficile lettura, caotico, forzato, privo di sostanza e scritto in uno stile troppo incostante, approssimativo e arcaico. The Encyclopedia of Science Fiction ha motivato questo rigetto iniziale con l'ipotesi che il romanzo venne inizialmente avvertito come anticlimatico rispetto al successo dei due lavori precedenti di Zelazny, mentre lo studioso Joseph L. Sanders ha argomentato che le tematiche, l'uso del mito in funzione non letterale ma metaforica e lo stile eclettico al servizio dei contenuti e dei temi del romanzo vennero equivocati e per questo non capiti da diversi critici, pur riconoscendo a Signore della luce il limite di alludere e idealizzare l'amore e le figure femminili ma di non rappresentarli in modo convincente.
In breve tempo i giudizi diventarono più favorevoli, concordando nel ritenere l'opera un romanzo di fantascienza brillante ed eccezionale, come dimostrato dalla vittoria del premio Hugo nel 1968. La critica contemporanea e i lettori lo considerano uno dei componimenti migliori e più conosciuti di Zelazny, e un classico della fantascienza. Secondo George R. R. Martin, Zelazny stesso provava un'affezione particolare per Signore della luce, ritenendolo il suo capolavoro.
The Encyclopedia of Science Fiction ha definito il libro "riccamente ideato e scritto, esaltante lungo tutta la sua considerevole lunghezza" e dall'impatto "liberatorio, saggio, lucido". Diversi critici hanno commentato in merito alla struttura del romanzo: al modo in cui Zelazny preferisce alludere e lasciare al lettore il compito di ricostruire sequenze e accadimenti, alla struttura non lineare che va avanti e indietro nel tempo, rendendo alcuni eventi chiari solo diverse pagine dopo, e a come il romanzo si presenta come una lettura complessa, con una narrazione densa e ricca che non invita immediatamente i lettori ma li depista anzi quasi deliberatamente. George Martin a tal proposito commentò che questo era il punto di forza dell'opera. Adam Roberts e The Guardian furono concordi nel dire che il romanzo richiede molto ai lettori e può essere difficile e perfino irritante a tratti, ma tale struttura contribuisce al suo fascino ed è gratificante quando tutti i pezzi e le informazioni cominciano ad andare al loro posto, elogiando l'abilità e l'ingegno di Zelazny nel costruire la storia. Critica invece la scrittrice Jo Walton, per la quale il risultato sembra più un esercizio di stile freddo, impersonale e non adatto a ogni platea.
Anche lo stile di scrittura fu uno degli aspetti più esaminati: in funzione dell'argomento trattato Zelazny adotta una prosa epica, con costruzioni poetiche ed evocative per gran parte del racconto; stile che però si fa colloquiale, ironico e arguto nei discorsi diretti dei vari personaggi-divinità, a sottolineare la loro origine e il fatto che siano a tutti gli effetti delle figure umane che si sono appropriate di un ruolo che non le compete. Il risultato è stato descritto come ricco, vivace, inebriante, poetico, ironico, e occasionalmente pesante e circonvoluto. Uno degli esempi più citati dello stile del romanzo è l'incipit:

### Riconoscimenti
Signore della luce venne candidato al premio Nebula per il miglior romanzo nel 1967 e vinse il premio Hugo per il miglior romanzo nel 1968.

## Opere derivate

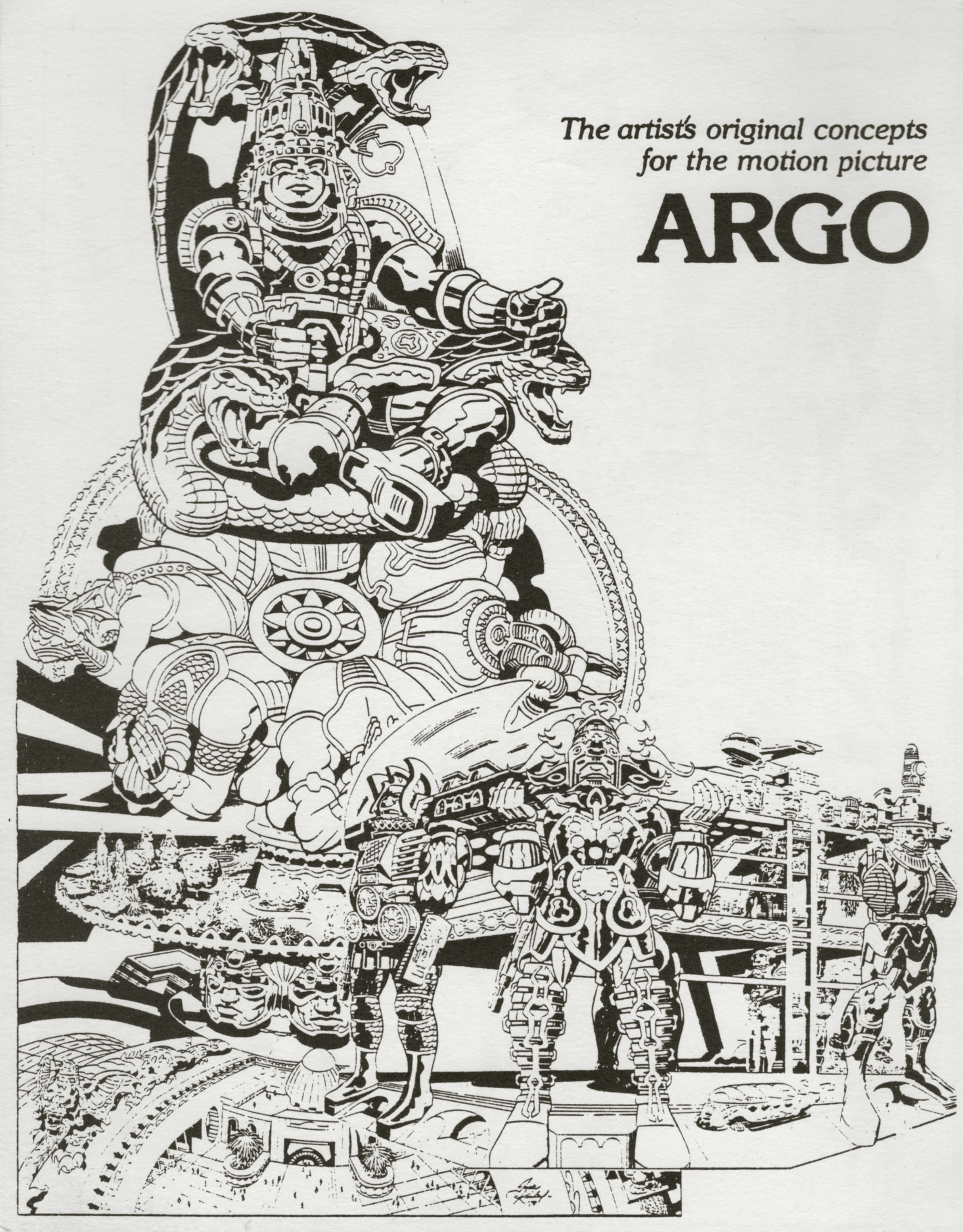
Concept art di Jack Kirby per l'adattamento cinematografico di Signore della luce, poi riutilizzata dalla CIA sotto il titolo di Argo per l'operazione Canadian Caper.

Nel 1978 Barry Ira Geller, che all'epoca era il produttore associato di una piccola casa di produzione televisiva e cinematografica indipendente statunitense, opzionò i diritti per adattare in film Signore della luce. Iniziò quindi a scrivere un trattamento, a raccogliere fondi e a cercare interessati e personale per il progetto. Il fumettista Jack Kirby venne ingaggiato come direttore artistico per sviluppare la concept art, la scenografia e l'estetica della pellicola. L'idea di Geller era quella di riutilizzare i disegni e gli arredamenti di scena concepiti da Kirby per un parco tematico di fantascienza chiamato Science Fiction Land, che sarebbe dovuto sorgere in Colorado e che nelle ambizioni di Geller avrebbe dovuto fungere da finanziamento per l'intero progetto e diventare non solo un centro di intrattenimento ma anche un punto di riferimento per l'evoluzione tecnologica e futuristica dell'umanità. Nell'inverno del 1979 venne anche organizzata una conferenza stampa con tutti i principali soggetti coinvolti, ma a causa di scandali e accuse di appropriazione indebita di fondi, che portarono all'arresto dell'assistente di Geller, il progetto tramontò.
John Chambers, che era stato assunto da Geller come truccatore per il film, pensò allora di consegnare la sceneggiatura e i bozzetti a Tony Mendez della CIA. Sulla base di questo materiale, Mendez e Chambers allestirono un progetto fittizio, rinominando il film Argo, da usare come copertura per l'operazione Canadian Caper: l'esfiltrazione di sei diplomatici statunitensi da Teheran durante la crisi degli ostaggi in Iran. La somiglianza del territorio, dei bazaar e dei templi iraniani con i paesaggi e le architetture fantastiche descritte da Zelazny in Signore della luce permisero infatti alla squadra di soccorso di spacciarsi per una troupe cinematografica intenta nel location scouting per il film e a portare con successo a termine l'operazione nel 1981.
Judd Ehrlich avviò nel 2012 una campagna di crowdfunding su Kickstarter per produrre un documentario sulla storia del film mai realizzato di Geller, sul parco tematico e sul successivo uso del materiale da parte della CIA. Dopo aver raggiunto il budget previsto e due anni di lavorazione, il documentario, intitolato Science Fiction Land, venne però annullato a causa di problemi legali.
Nel 2017 la NBCUniversal annunciò che era in sviluppo una serie televisiva basata sul romanzo, che sarebbe stata prodotta dalla Valhalla Entertainment di Gale Anne Hurd e sceneggiata da Ashley Miller. Nel 2018, tuttavia, la Universal si ritirò dal progetto.